# Ap Lei Chau

Ubicazione di Ap Lei Chau dentro la regione amministrativa speciale di Hong Kong

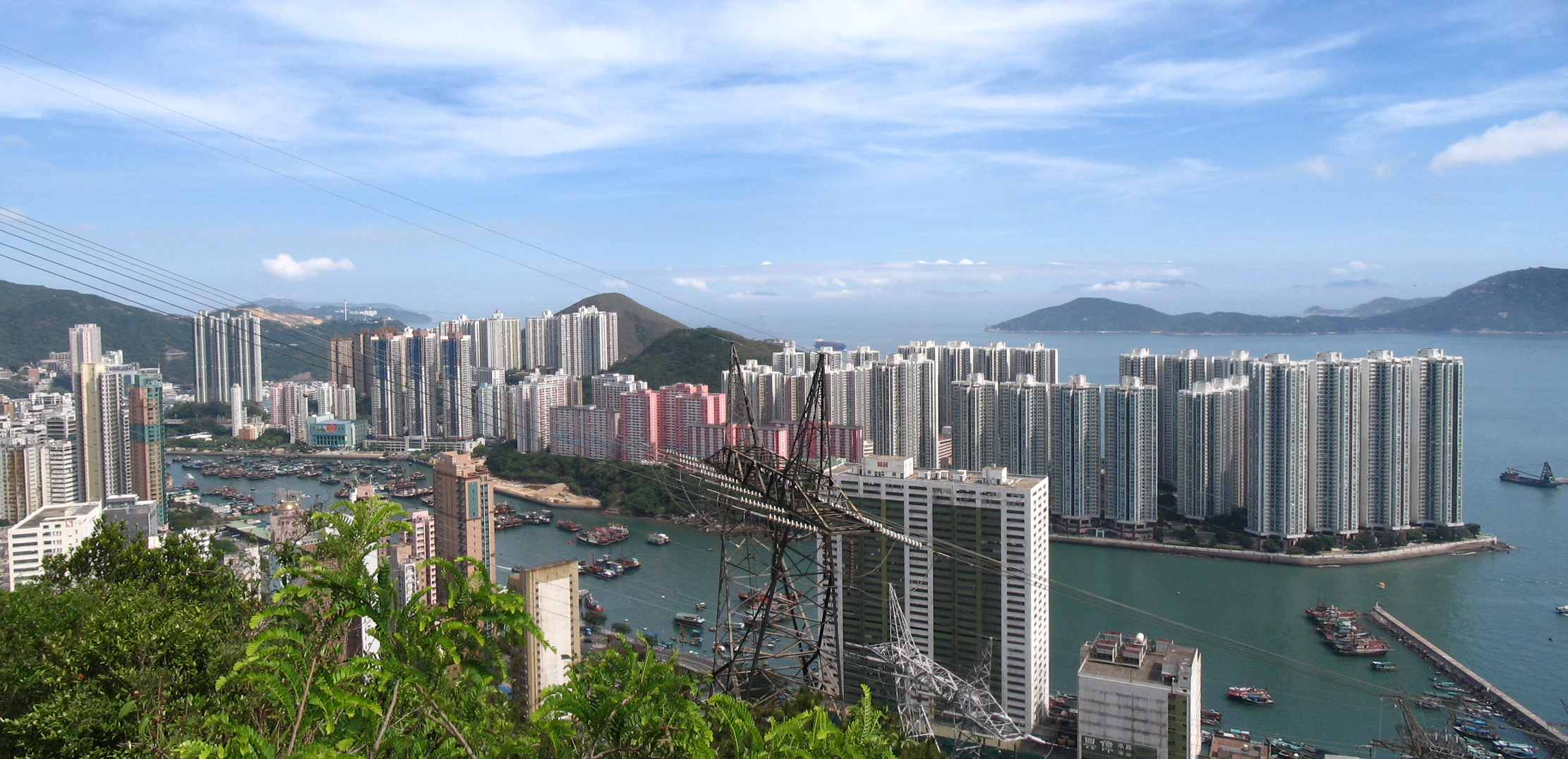
Ap Lei Chau vista dalla passeggiata panoramica dell'Hong Kong Trail, 2ª Tappa

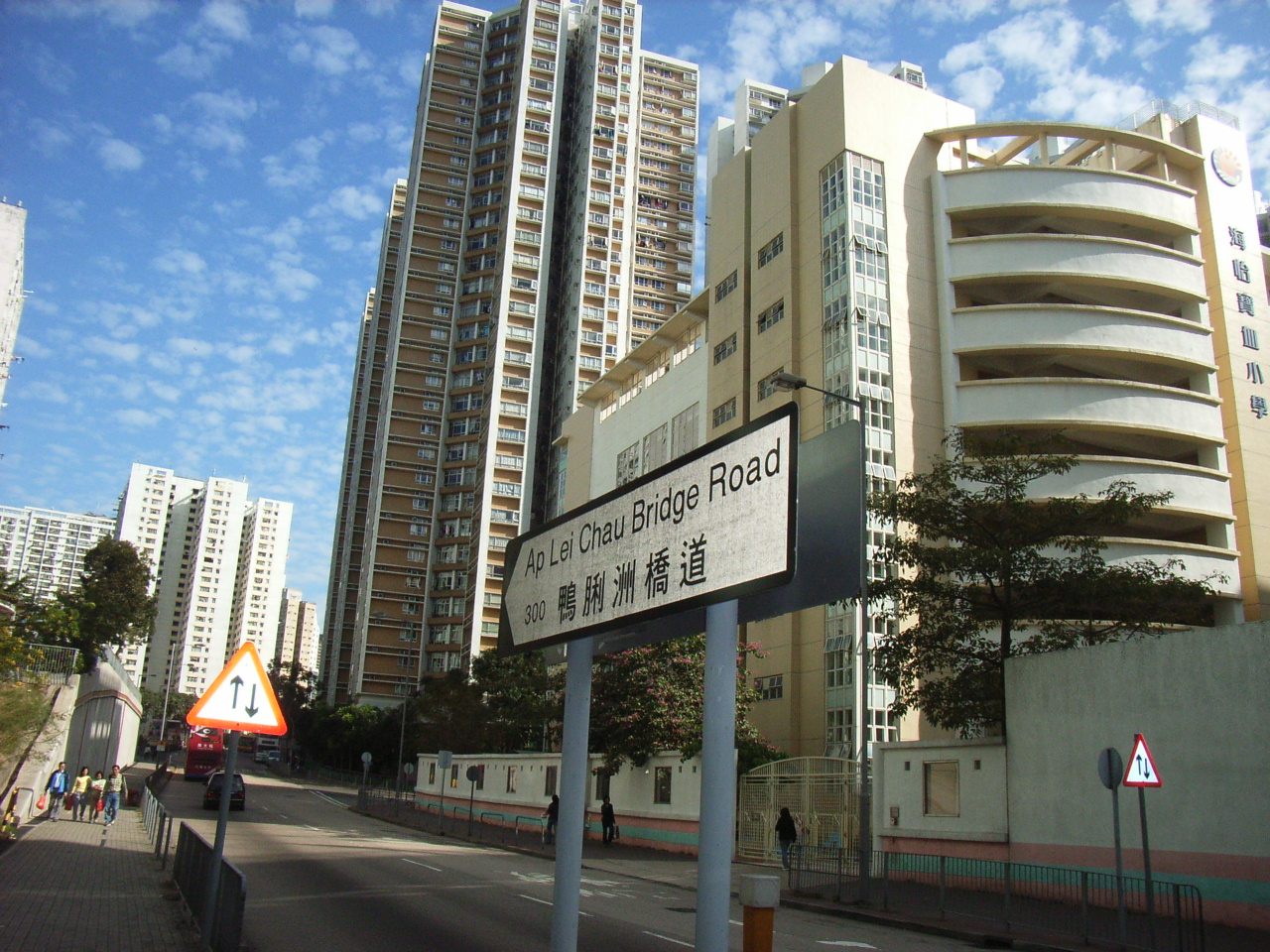
Una delle principali strade di Ap Lei Chau

Ap Lei Chau (cinese tradizionale: 鴨脷洲; romanizzazione Yale: aap3 lei6 jau1), o Aberdeen Island (in italiano: Isola di Aberdeen), è un'isola di Hong Kong, situata a sud-est dell'Isola di Hong Kong, accanto al Porto di Aberdeen e al Canale di Aberdeen, con una superficie di 1,32 km². Amministrativamente, fa parte del Distretto Meridionale (Southern District).
È l'isola più densamente popolata del mondo.

## Storia
L'isola compare su una mappa risalente alla dinastia Ming, dove è segnato il villaggio di Heung Kong Tsuen (香港村, lett.: "Villaggio del Porto Fragrante", cioè Hong Kong). Probabilmente il nome di Hong Kong ha origine da qui.
Ap Lei Chau costituisce un eccellente riparo naturale contro i tifoni e, prima della Prima guerra dell'oppio, era un semplice villaggio di pescatori. In conseguenza del trattato di Nanchino, fu ceduta ai Britannici insieme all'Isola di Hong Kong nel 1841. Da allora, scarsa attenzione fu riservata a questa piccola isola.
Nel 1968, il governo cominciò a costruire una centrale elettrica sull'isola, per fornire energia all'intera Isola di Hong Kong. Nel 1980, fu costruito un ponte per collegare Ap Lei Chau all'Isola di Hong Kong, dando impulso ad un rapido sviluppo economico. Furono edificate zone di edilizia popolare per alloggiare le persone rimaste vittima di un incendio nel riparo di Aberdeen.
Nel 1989, la centrale elettrica fu spostata a Lamma Island. La vecchia centrale elettrica fu poi demolita ed il sito riconvertito nell'area residenziale di South Horizons mediante una vasta opera di recupero di terra.

## Geografia e demografia

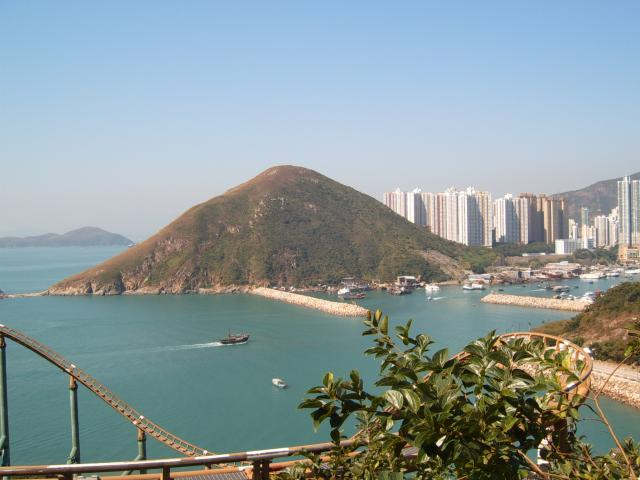
Il Monte Johnston su Ap Lei Chau

Ap Lei Chau fu denominata dalla forma dell'isola, che somiglia alla lingua di un'anatra. Infatti, Ap significa "anatra", Lei significa "lingua" e Chau "isola". La maggior parte della popolazione si concentra nella zona settentrionale, mentre quella meridionale è meno densamente popolata.
La collina più elevata dell'isola è Yuk Kwai Shan (altrimenti nota come Monte Johnston).
Ap Lei Chau contiene quattro zone residenziali principali - Lei Tung Estate, Ap Lei Chau Main Street, Ap Lei Chau Estate e South Horizons -, ciascuna delle quali comprende parecchie torri a più piani. Vi è poi una zona industriale sulla punta settentrionale dell'isola.
La popolazione dell'isola è di 86.782 abitanti, e la sua superficie è di 1,30 km², pari ad una densità di popolazione di 66,755 ab./km², che la rende l'isola più densamente popolata del mondo.
Ap Lei Chau dà anche il suo nome alla formazione geologica di Ap Lei Chau, che copre la maggior parte della zona meridionale dell'Isola di Hong Kong.

## Luoghi da visitare
Il Tempio di Hung Shing, ubicato sulla Main Street, è un sito di grande interesse, risalente al 1900, ed è uno dei più antichi del suo genere. Nell'elenco degli edifici storici di Hong Kong, è classificato tra quelli di "primo grado" (ossia di primaria importanza).
Il sito del tempio si trova quasi di fronte al sito dell'antica stazione di polizia di Aberdeen. Scelto chiaramente per il suo feng shui, i dragoni che lo sovrastano erano considerati come una protezione contro la "minaccia delle fauci della tigre" proveniente dalla stazione di polizia. Sebbene quest'ultima sia ormai scomparsa, i dragoni sono considerati ancora come duraturi guardiani del feng shui.
L'isola è nota altresì per essere sede della 8th Estate Winery, la prima azienda vinicola di Hong Kong.

## Trasporti
Il collegamento tra Ap Lei Chau e l'Isola di Hong Kong è assicurato dall'Ap Lei Chau Bridge con le sue quattro corsie. Fu aperto nel 1983 con due corsie, per poi essere ampliato a quattro nel 1994.
Come per molte altre isole, l'autobus è la principale forma di trasporto interno per i residenti di Ap Lei Chau. Ci sono in totale cinque capilinea sull'isola:
1. Ap Lei Chau Estate
2. Ap Lei Chau Depot (Main Street, Ap Lei Chau)
3. Ap Lei Chau Industrial Estate
4. Lei Tung Estate
5. South Horizons.

Sono disponibili anche minibus e taxi. Esiste inoltre un servizio regolare di sampan che viaggiano tra Ap Lei Chau Main Street e Aberdeen (orario di servizio: 6-12 del mattino).
Vi sono progetti della Mass Transit Railway Corp. Ltd. (MTR), la società che gestisce l'omonima metropolitana di Hong Kong, per allungare la prevista South Island Line fino ad Ap Lei Chau. Verranno realizzate due stazioni nell'isola, una "Lei Tung" per Lei Tung Estates ed una "South Horizons" che servirà Marina Square (un mini centro commerciale con un mercato alimentare) e South Horizons (una zona di edilizia privata che si estende sul bordo occidentale dell'isola).